# Juneteenth
El Juneteenth (paraula creada a partir de June "juny" i nineteenth "dinou"), oficialment Juneteenth National Independence Day, que també es coneix popularment com a dia de la Llibertat (en anglès: Freedom Day), dia de l'Emancipació (Emancipation Day), o alhora dia del Jubileu (Jubilee Day) és una festa nacional i dia de festa als Estats Units que té lloc el 19 de juny. Celebrat inicialment a Galveston, una ciutat texana, el 1866, un any després que hi fes l'anunci de l'abolició de l'esclavitud el general nordista Gordon Granger, aquest esdeveniment que commemora l'emancipació dels esclaus afroamericans se solia celebrar cada any a tots els estats del país, tot i que no de manera oficial fins a 1980.
Texas va ser el primer estat que va adoptar el Juneteenth com a dia de festa el 1979, aplicant-lo l'any següent. Diversos altres estats s'hi afegiren posteriorment i van seguir a poc a poc els passos de l'estat sudista. Així Florida ho feu el 1991, Oklahoma tres anys després i Minnesota el 1996. Entre 2000 i 2009 31 estats van recolzar iniciatives similars, i uns 13 altres durant la dècada següent. El 2021 només Dakota del Sud no havia reconegut l'esdeveniment com a dia de festa al seu territori.

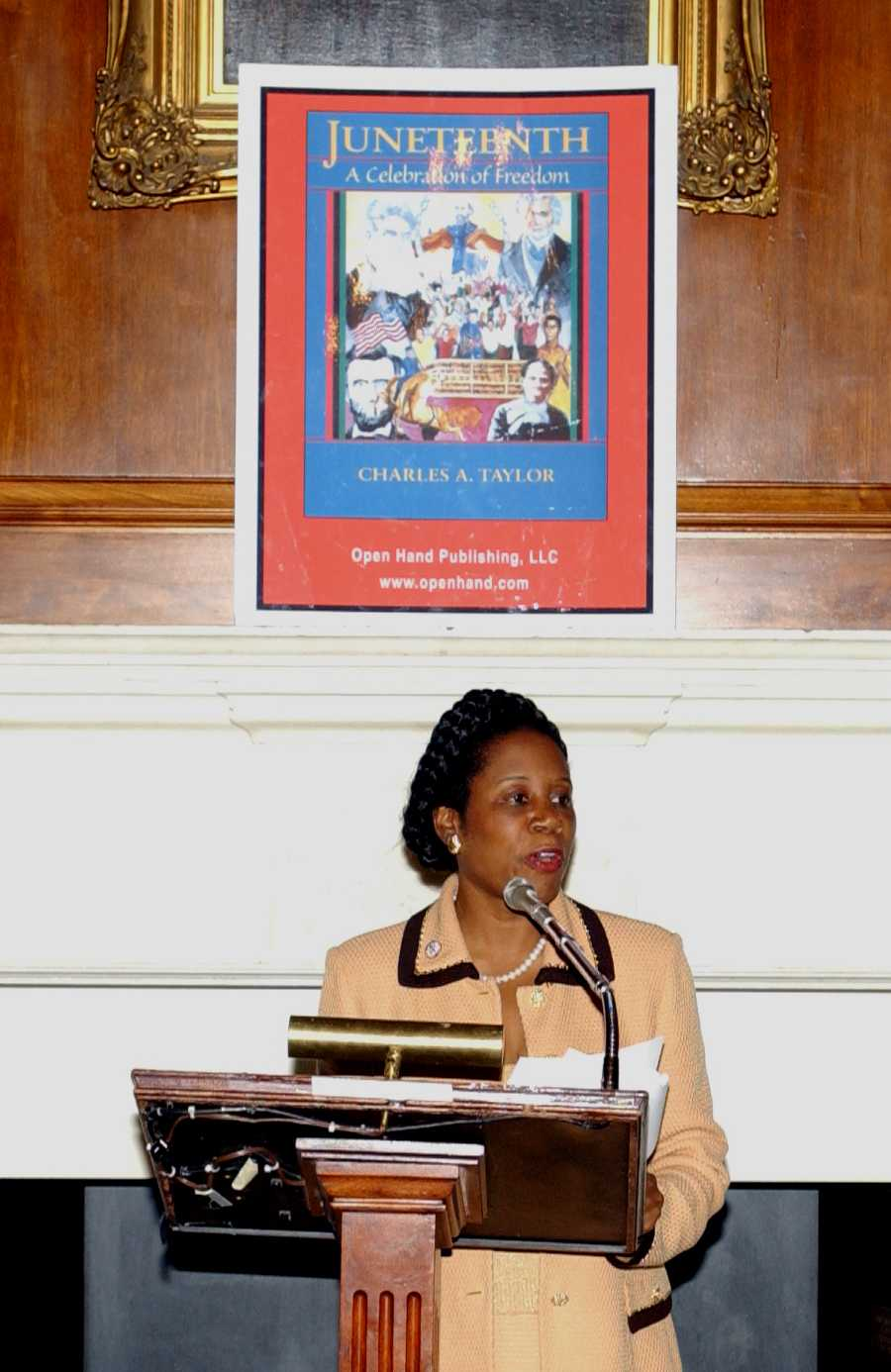
La representant al Congrés Sheila Jackson Lee, fent campanya per a fer del Juneteenth una festa federal

El 17 de juny de 2021, dos dies abans la celebració, el president Joe Biden va signar la llei que fa del Juneteenth un dia de festa nacional. Acompanyà aquest acte amb un comentari a Twitter després de signar el document: "No podem descansar fins que es compleixi la promesa d'igualtat, per a cadascun de nosaltres, en tots els racons d'aquesta nació. Aquest és el significat del Juneteenth".
Aquest dia també se celebra a la ciutat mexicana de Coahuila on es van refugiar el 1852 els mascogos, uns descendents dels seminoles negres, que fugien el sistema esclavagista estatunidenc.

## Reconeixement legal

Reconeixement del Juneteenth com a dia de festa als Estats Units segons els estats, abans del reconeixement federal del 2021
Reconegut abans 2000
Reconegut entre 2000 i 2009
Reconegut entre 2010 i 2021

El Juneteenth és l'onzena festa federal als Estats Units d'ençà del mes de juny del 2021. La iniciativa d'aquesta institucionalització a nivell de l'estat va grellar arran de les protestes antiracistes del 2020. La Representant texana Sheila Jackson Lee i el senador Edward Markey de Massachusetts, demòcrates tots dos, van escriure propostes de llei per a aquesta oficialització però, tot i gaudir d'un ampli suport bipartidista, es van confrontar amb l'oposició del senador republicà Ron Johnson de Wisconsin que va blocar la mesura amb el pretext que donar un altre dia festiu als empleats federals tindria un cost massa elevat. El projecte prosperà, a desgrat d'això, l'any següent.
El 15 de juny, el Senat va aprovar unànimament el Juneteenth National Independence Day Act, que feia de la celebració una festa a tot el país. L'endemà la va aprovar la Cambra de Representants després d'un vot de 415–14. Posteriorment, el president dels Estats Units, Joe Biden, va signar la llei el 17 del mateix mes, fent de Juneteenth l'onzè dia de festa d'abast federal.
Anteriorment se celebrava en graus diversos segons els estats.

### Reconeixement per estats
| Any  | Estat        | Llei (o secció)                                 | Data        | Governador         |
| ---- | ------------ | ----------------------------------------------- | ----------- | ------------------ |
| 1979 | Texas        | House Bill 1016, Acts 1979, 66th R.S., ch. 481. | 25 de maig  | Bill Clements (R). |
| 1991 | Florida      | Fla. Stat. §683.21                              | 1 d'octubre |                    |
| 1994 | Oklahoma     | Okla. Stat. tit. 25, §82.4                      | 2 de maig   | .                  |
| 1996 | Minnesota    | Minn. Stat. §10.55                              |             |                    |
| 2007 | Tennessee    | 2007 Bill Text TN H.J.R. 170                    | 19 de juny  |                    |
| 2019 | Pennsylvania | 2019 Pa. ALS 9                                  | 19 de juny  | Tom Wolf (D.)      |